# Оптиматы
Оптиматы (лат. optimus — наилучший) — идейно-политическое течение в Древнем Риме во II—I вв. до н. э., которое выражало интересы сенатской аристократии — так называемого нобилитета — в противовес популярам. Применение термина в исторических исследованиях остаётся дискуссионным вопросом.

## Историографическая традиция
Термин, как и «популяры», встречается уже у Цицерона, который был и сам сторонником оптиматов.
Концепция разделения политических сил в Древнем Риме на оптиматов и популяров в классическом виде была сформулирована Теодором Моммзеном и встретила широкую поддержку. В начале XX века, однако, возникло т. н. просопографическое направление (Маттиас Гельцер, Фридрих Мюнцер, Рональд Сайм).
Во второй половине XX века учёные начинают обращать внимание на во многом искусственное разделение римского республиканского политического лагеря на оптиматов и популяров, которое является модернизаторским и не всегда подтверждается источниками. Также подчёркивалось отсутствие у популяров и оптиматов ряда характерных признаков, которые традиционно соотносятся с термином «политическая партия». Тем не менее, поскольку оба термина используются античными авторами (прежде всего, Цицероном), Кристианом Майером была предложена их альтернативная интерпретация как непрочных союзов единомышленников.

## История оптиматов
Борьба между аристократией и низшими слоями населения проходила в Древнем Риме всю его историю. Сначала это была борьба между патрициями и плебеями, затем, после расширения границ республики, между полноправными гражданами, к числу которых относили нобилей, всадников и плебс, и неполноправными гражданами: вольноотпущенниками и союзниками. Противостояние оптиматов и популяров — один из этапов этой борьбы, начавшийся с аграрного кризиса середины II в. до н. э. и окончившийся установлением диктатуры Юлием Цезарем. Последовательным оптиматами были, например, Эмилий Скавр и Метелл Нумидийский.
В противовес популярам, оптиматы стремились упрочнить аристократический способ правления, ограничить земельную собственность в руках крупных землевладельцов, ограничить гражданские свободы низших слоёв населения и препятствовали распространению римского права на латинян, италиков и других союзников.
В своей политической борьбе оптиматы не гнушались физическим устранением неугодных им фигур. В частности, были убиты виднейшие популяры, народные трибуны Тиберий Гракх и Гай Гракх. Вместе с тем тотальная коррупция среди римских магистратов, особенно ярко проявившаяся во время Югуртинской войны, сильно ослабила позиции оптиматов, что позволило в 100 до н. э. прийти к власти популярам во главе с Гаем Марием и Апулеем Сатурнином. Но уже через год, в силу несогласованной политики и разногласий Мария с Сатурнином, оптиматы восстановили своё влияние.
Жёсткая политика в отношении италийских союзников привела к Союзнической войне (91—88 гг. до н. э.), результатом которой стало дарование римского гражданства практически всем италийским племенам. Популяры, пришедшие к власти на гребне войны, провели ряд законов против оптиматов и, в частности потребовали отстранения от командования восточными армиями лидера оптиматов Луция Корнелия Суллы. В ответ Сулла двинул войска на Рим, взял его и подверг репрессиям популяров. Были также ограничены права народных трибунов и цензоров. После того, как Сулла отправился воевать с Митридатом, у власти вновь оказались популяры во главе с Марием и Цинной. Репрессиям на этот раз подвергались уже оптиматы. В 83 до н. э. Сулла, окончив войну с Митридатом, вернулся с войском в Рим и, разгромив войско популяров, вступил в Рим. В 82 до н. э. он получил неограниченные диктаторские полномочия и провёл глобальную чистку среди римской знати. Вне закона были объявлены около 4700 человек. Сенату была полностью передана законодательная власть, ликвидирована должность цензора, определена общая последовательность для занятия должностей, реформировано местное самоуправление. В 79 до н. э. Сулла добровольно отказался от диктатуры.
Дальнейшее противоборство между оптиматами и популярами выросло в противоборство между личностями при стремлении к главенству в государстве. Так, изначально лидеры оптиматов, Гней Помпей и Марк Лициний Красс, для исполнения своих амбиций в 70 до н. э. переметнулись в стан популяров и, будучи консулами, провели ряд антисулланских законопроектов. Но после возвышения Юлия Цезаря Помпей занял сторону Сената.
После гражданской войны и установления принципата акценты во внутренней политике Древнего Рима сместились, роль гражданских собраний и партий упала.